# 一緒だね
「一緒だね」（いっしょだね）は渡辺美里の楽曲で、1997年5月28日にEpic/Sony Records（現・エピックレコードジャパン）より発売された32枚目のシングル。

## 概要
表題曲「一緒だね」は渡辺自身が作詞作曲を手掛けており、日本テレビ系列『THE・サンデー+30』のエンディング・テーマとして使用された。
カップリング曲の「グッときれいになりましょう (すっぴんヴァージョン)」は、10枚目のアルバム『Spirits』収録曲の別バージョン。このバージョンは2024年1月現在アルバム未収録となっている。

## 収録曲
- 全作詞：渡辺美里

1. 一緒だね　
作曲：渡辺美里／編曲：佐久間正英
2. グッときれいになりましょう (すっぴんヴァージョン)　
作曲：村部淳一・後藤孝顕／編曲：石井妥師・安部泰宏
3. 一緒だね (Instrumental Version)

## 収録アルバム
- 『ハダカノココロ』 (#8)
- 『Sweet 15th Diamond』 (Disc.2 #6)
- 『25th Anniversary Misato Watanabe Complete Single Collection〜Song is Beautiful〜』  (Disc.3 #5)